# Gunnar Korhonen

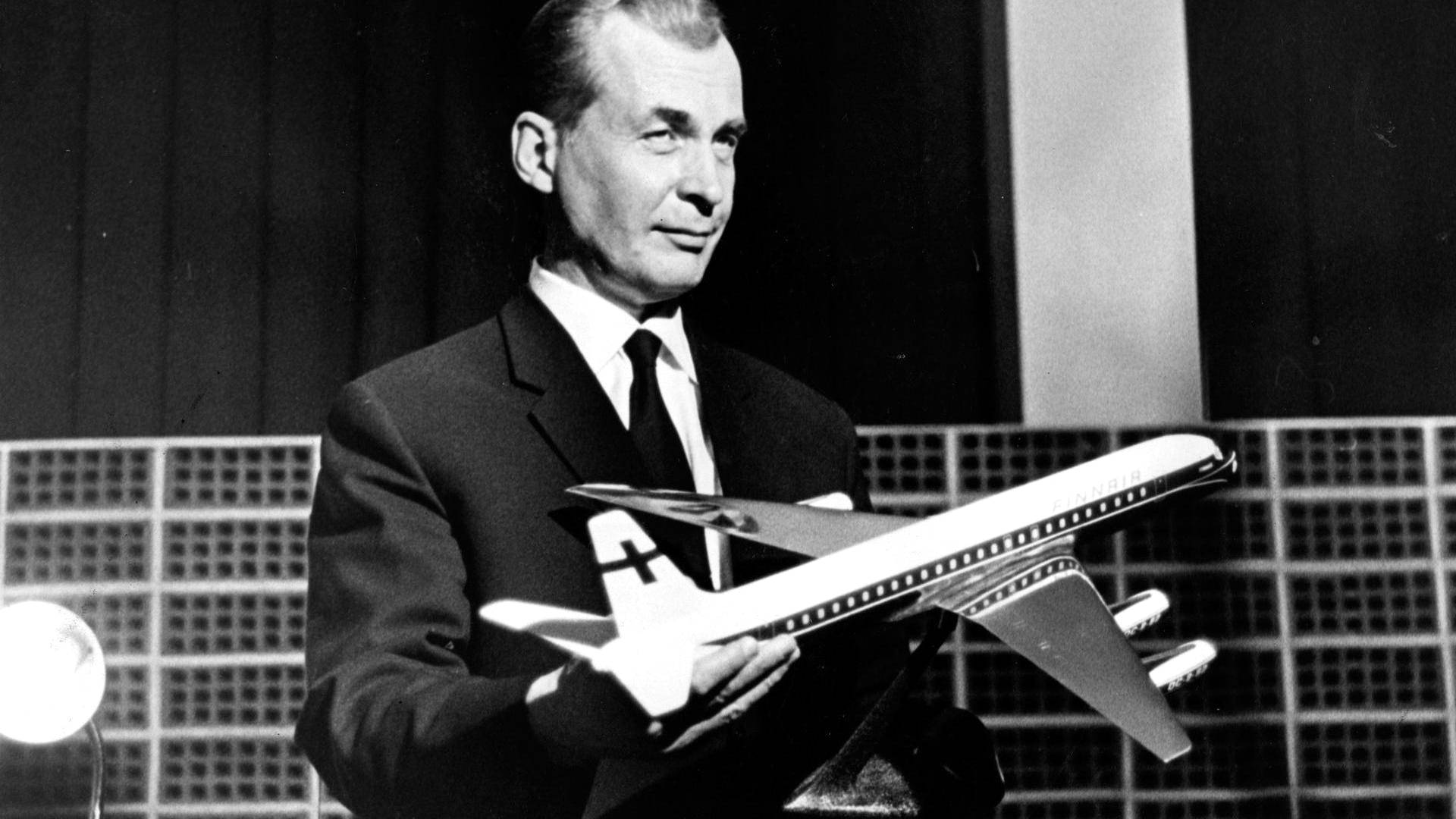
Gunnar Korhonen (1966).

Gunnar Aleksander Korhonen, född 22 april 1918 i Viborg, död 9 juni 2001 i Helsingfors, var en finländsk ämbetsman och företagsledare. 
Korhonen avlade ekonomexamen 1941, var chef för socialministeriets prisavdelning 1951–1953, överdirektör vid handels- och industriministeriet 1953–1960 och koncernchef för Finnair Oy 1960–1987. Detta bolag växte under hans ledning snabbare än världens flygbolag i genomsnitt. Han hade intima kontakter med president Urho Kekkonen och gjorde sig känd som en orubblig förhandlare med bland andra flygplansleverantörer. Han var social- och hälsovårdsminister 1970 och handels- och industriminister 1971 (opolitisk). Han tilldelades ministers titel 1978.